# Jeg elsker Dig! (Hans Christian Andersen/Edvard Grieg)
Texten till Jeg elsker Dig! (med originaltitel "Min Tankes Tanke" i Samlede Digte - Epigrammatiske Digte XII) skrevs 1833 som en obesvarad kärlekshyllning från den danske sagokonungen Hans Christian Andersen (1805-1875) till näktergalen Jenny Lind och tonsattes 1864 (op. 5, Hjertets melodier Nr 3) i Köpenhamn av vännen Edvard Grieg (1843-1907) då han fick sitt andra barn {källa?} med sångerskan Nina Hagerup, enligt kompositören den enda som rätt kunde tolka hans sånger och den som en gång gjorde honom medveten om människoröstens uttrycksmöjligheter.

## Texten lyder
Min Tankes Tanke ene du er vorden,
Du er mit Hjertes første Kærlighed.
Jeg elsker Dig, som Ingen her på Jorden,
Jeg elsker Dig i Tid og Evighed!

## Eller fritt översatt
Du har blivit min tankes tanke,
du mitt hjärtas första kärlek.
Jag älskar Dig som ingen här på jorden,
jag älskar Dig i tid och evighet!